# Dárda (település)
Dárda (horvátul: Darda, szerbül: Дарда, németül: Lanzenau) kicsi város Horvátországban, Eszék-Baranya megyében.

## Fekvése
Eszéktől 13 km-re északra, az ún. Baranyai háromszögben fekszik. Mecepuszta, Ölyves és Őrhely tartozik hozzá.

## Története
A régészeti leletek tanúsága szerint területe már az őskorban is lakott volt. A vasúti pálya építése során egy, a közép-bronzkorból származó, a Vatya-kultúra dálya–bijelo brdoi csoportjához tartozó temető maradványait semmisítették meg. A Dárdától északra fekvő „Lipa” nevű lelőhely közvetlen közelében található régészeti leletek egy vaskori nekropolisz, esetleg település létezésére utalnak. Az eddigi régészeti leletek megerősítik a fentieket, és jelentős számuk a hely nagy régészeti potenciálja mellett szól.
Az Árpád-kori település nevét 1280-ban említette először oklevél Turda néven. 1282-ben Tharda, Thorda, 1290, 1299-ben Thorda, 1332–1335-ben Turida, Torda, később (Kis-) és (Nagy-) Dárda, Dárda néven írták. Nevét általában a latin „tarda aqua” (lassú víz) kifejezésből származtatják mondván, hogy a területét gyakran elöntő ár csak lassan vonult le. Torda első ismert birtokosai a Kemény család tagjai voltak. 1280-ban Kemény fia Dénes és Lőrinc nádor fia Kemény osztozásakor a birtok Lőrinc nádor fia Keménynek jutott. 1332-ben már egyházas hely volt, papja a pápai tizedjegyzék szerint 50 báni pápai tizedet fizetett.
A török 1526-ban, közvetlenül a mohácsi csata előtt foglalta el a települést, mely ekkor valószínűleg elpusztult. Szulejmán szultán nem sokkal ezután építtette meg az eszéki Felsővárostól Dárda irányába töltésekkel és hidakkal a mocsarakon át vezető 8 km hosszú hadiutat, melyet az oszmán seregek oly gyakran használtak magyarországi hadjárataik során. Maradványai helyenként még mindig láthatók. A falu a török megszállás idején, még a 16. században újratelepült. 1687-ben a nagyharsányi csata után szabadult fel a török uralom alól.
III. Károly király Dárdát minden tartozékával együtt az itáliai származású Veterani Frigyes császári tábornagynak adományozta. Miután Veterani Frigyes 1695-ben elesett a lugosi csatában, özvegye és fia, Veterani Gyula kérték beiktatásukat a dárdai uradalomba, amelyet a pécsi káptalan végre is hajtott. A korabeli okiratokból azonban úgy tűnik, hogy a 18. század elejére az elhunyt Veterani Frigyes teljes uradalma tönkrement. Egy 1713. május 8-án kelt királyi okiratban III. Károly elrendelte, hogy Veterani Frigyes örökösei javíttassák meg a birtokhoz tartozó épületeket és hidakat, valamint gondoskodjanak azok állagának fenntartásáról. 1749-ben a dárdai birtokot az egyik leghatalmasabb magyar nemesi család leszármazottja, gróf Esterházy Károly vásárolta meg, akitől fia, Esterházy Kázmér örökölte. A város mai címerének alapját is az Esterházy család galántai ágának címere adja. A következő birtokos János Kázmér gróf rossz gazdálkodó volt és a csőd szélére vezette az uradalmat. 1842-ben kénytelen volt eladni azt a német Georg Wilhelm von Schaumburg Lippe hercegnek. Fia Adolf herceg 1916-ban a dárdai uradalmat eladta Magyar Mezőgazdasági Banknak. A bank fenntartotta az uradalom korábbi igazgatását, de nem sokkal később, 1917. augusztus 22-én megvált tőle a „Magyarbólyi farm” javára.

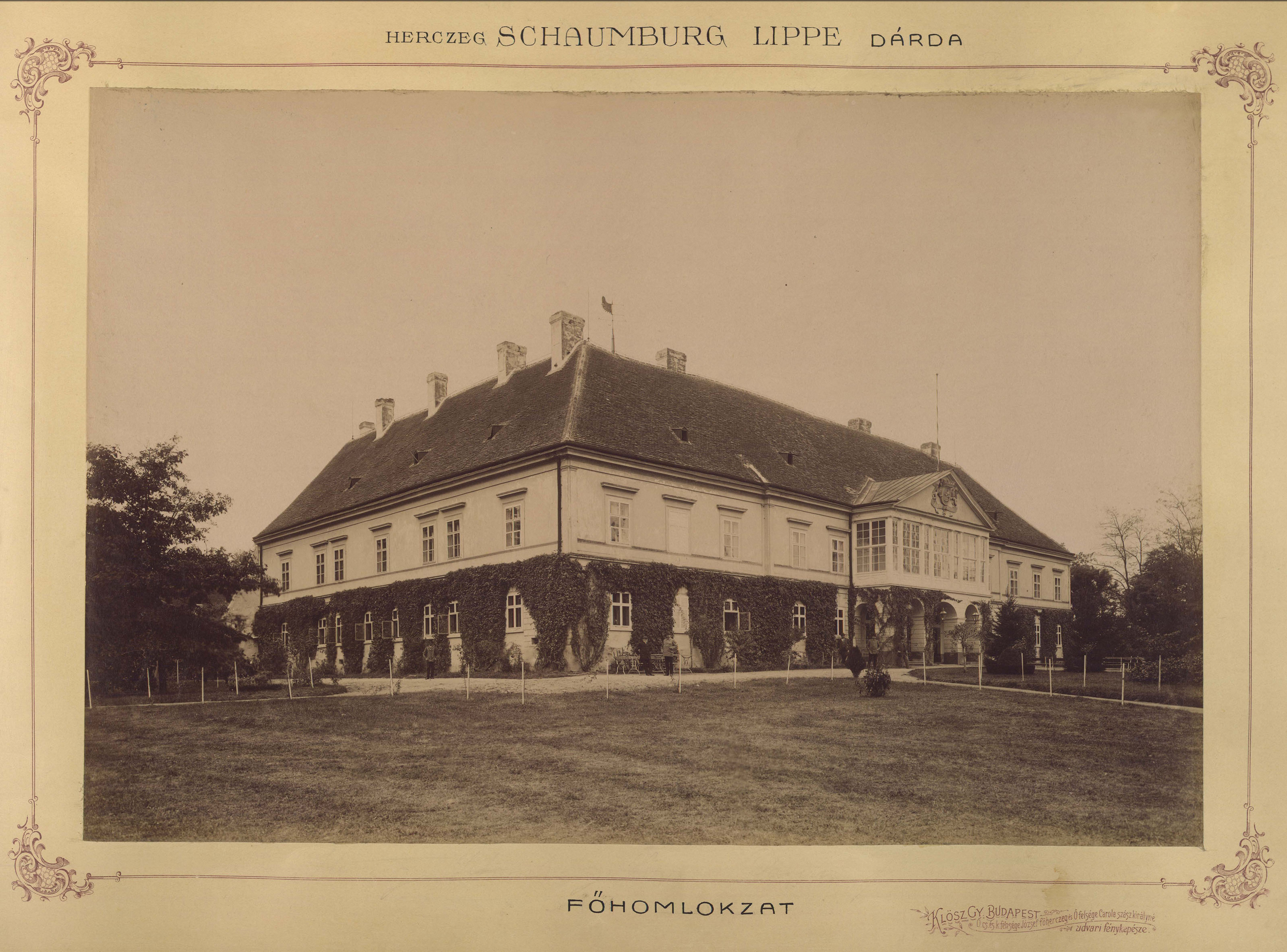
Schaumburg-Lippe György kastélyának főhomlokzata a 19. század végén

Két barokk temploma közül a Keresztelő Szent János tiszteletére szentelt katolikus a 18. században (1991-ben súlyosan megrongálták), a Szent Mihály tiszteletére szentelt ortodox templom 1777-ben épült.
1910-ben  3348 lakosából 1334 magyar, 1062 német,   822 szerb, 15 horvát és 134 "egyéb" (legnagyobbrészt cigány és sokác) volt. A lakosok közül 2071 fő tudott magyarul. A trianoni békeszerződésig Baranya vármegye Baranyavári járásához tartozott. A település az első világháború után az új szerb-horvát-szlovén állam, majd később (1929-ben) Jugoszlávia része lett.  A dárdai uradalom területe a háborút követően részben Magyarországhoz, részben Jugoszláviához került, ezzel megszűnt létezni. 1941 és 1944 között a település ismét Magyarországhoz tartozott. A második világháború végén a német lakosság nagy része elmenekült a partizánok elől. Az itt maradtakat a kommunista hatóságok kollektív háborús bűnösökké nyilvánították, minden vagyonuktól megfosztották és munkatáborba zárták.

### Ahorvátországi háború(1991–95)
A délszláv háború során az első aknatámadások 1991 júliusában érték a települést. 1991. augusztus 21-én a szerbek összehangolt harckocsi és gyalogsági támadást intéztek a dárdai rendőrőrs ellen. A rendőrök a sportcsarnokhoz vonultak vissza, ahol néhány órás harc után megadták magukat. Az elfogott rendőrök szörnyű kínzásokon estek át. Közülük húszat december 23-án fogolycserével átadtak a horvátoknak, míg kettőt kegyetlenül kivégeztek. A szerb megszállók elűzték a nem szerb lakosságot, akik Eszékre, a Muraközbe, a Zagorje területére és a határ túloldalára, Mohácsra menekültek. Nem hivatalos adatok szerint Dárda területén a szerb megszállás idején 60 embert öltek meg, 5 személy pedig eltűnt.
Dárdát a Nyugat-Szlavóniában végrehajtott ORKAN-91 hadművelet során az 1991. szeptember és novemberi harcok során foglalták vissza a horvátok. A harcok során a település több épülete megrongálódott, lakói a harcok elől jórészt elmenekültek és jellemzően a szerb, illetve a magyar lakók közül többen vissza sem tértek.

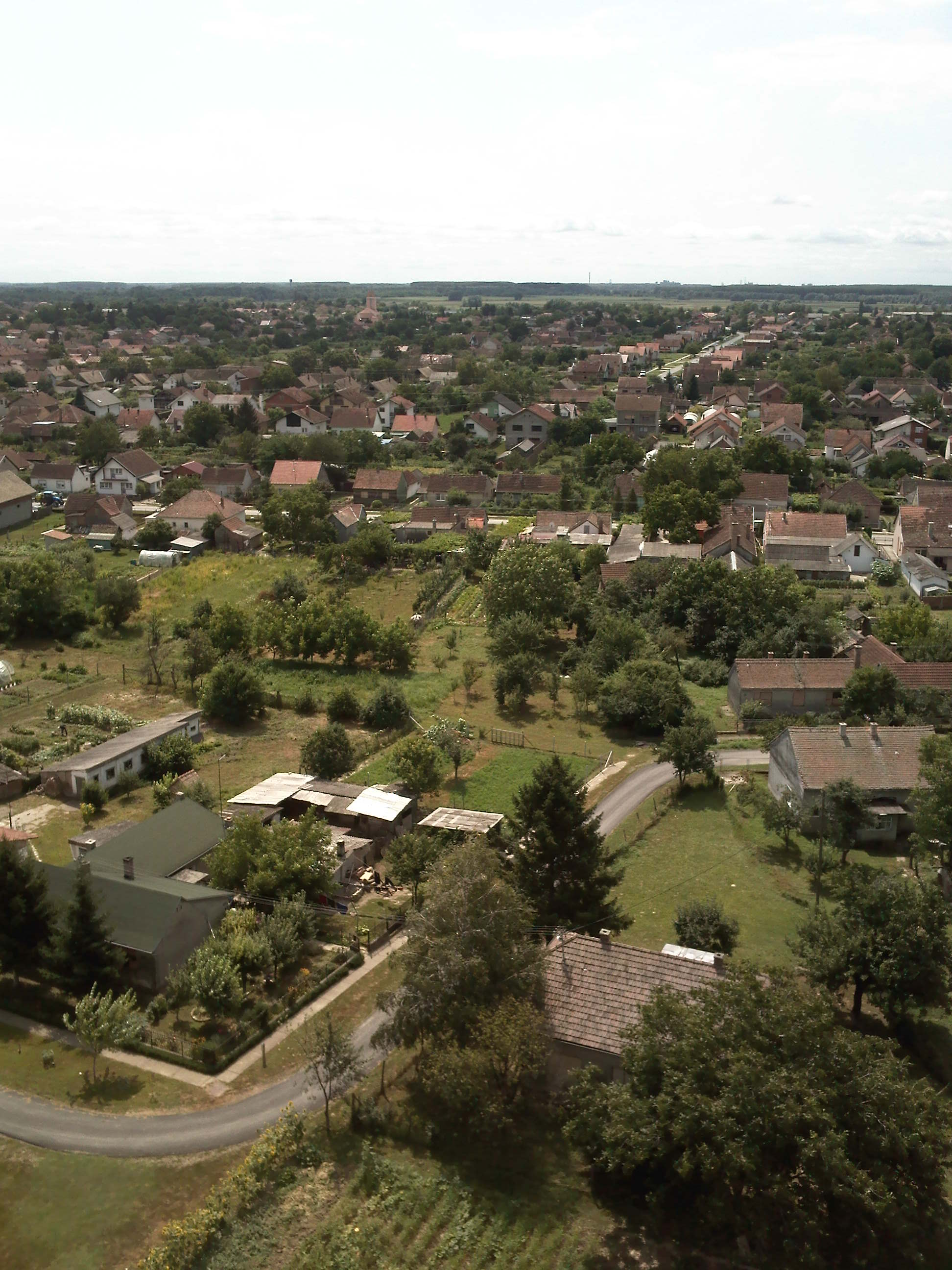
Dárda látképe légifotón

### Jelene
A városnak 5394 lakosa van, akik főleg mezőgazdasággal, élelmiszer-termeléssel, erdőgazdálkodással, fémiparral és nádtermeléssel foglalkoznak, de jellemző a vadászturizmus is. Az általános iskolában magyar tannyelvű osztály nincs, viszont a magyar anyanyelvápolás biztosított az iskolában tanuló gyerekeknek.  A település a délszláv háború után etnikai értelemben a korábbi relatív horvát többségű helyett horvát többségű település lett a szerb és a magyar népesség rovására.

## Lakossága
| Lakosság változása | Lakosság változása | Lakosság változása | Lakosság változása | Lakosság változása | Lakosság változása | Lakosság változása | Lakosság változása | Lakosság változása | Lakosság változása | Lakosság változása | Lakosság változása | Lakosság változása | Lakosság változása | Lakosság változása | Lakosság változása |
| ------------------ | ------------------ | ------------------ | ------------------ | ------------------ | ------------------ | ------------------ | ------------------ | ------------------ | ------------------ | ------------------ | ------------------ | ------------------ | ------------------ | ------------------ | ------------------ |
| 1857               | 1869               | 1880               | 1890               | 1900               | 1910               | 1921               | 1931               | 1948               | 1953               | 1961               | 1971               | 1981               | 1991               | 2001               | 2011               |
| 2.292              | 2.358              | 2.418              | 2.723              | 2.679              | 3.080              | 3.114              | 3.841              | 3.615              | 3.738              | 4.916              | 6.419              | 6.460              | 6.751              | 5.394              | 5.323              |

Az 1910-es népszámlálás adatai szerint lakosságának 40%-a magyar, 32%-a német, 25%-a szerb anyanyelvű volt.

Az 1991-es népszámlálás adatai szerint lakosságának 38%-a horvát, 34%-a szerb, 9%-a magyar, 9%-a jugoszláv, 3%-a román nemzetiségű volt.
| Népességének változása az 1991–1992 évi harcok után |             |             |
| népesség változása                                  | Lakói 1991. | Lakói 2001. |
| Dárda                                               | 6751        | 5394        |
| Mеcepuszta                                          | 988         | 840         |
| Ölyves                                              | 653         | 597         |
| Őrhely                                              | 293         | 231         |
| A község összesen                                   | 8685        | 7062        |

## Gazdaság
A helyi gazdaság legfontosabb támasza az üzleti zóna, amely mára a befektetők számára szűk lett. Az önkormányzat már eddig is sok pénzt fektetett bele a források egy részét kivonva az igazgatásból. A befektetőket különösen vonzza a jó forgalmi összeköttetés Eszékkel, mivel az közvetlenül az elkerülő út mellett található. Az önkormányzat abban a reményben, hogy a körzetéből több munkavállalót foglalkoztat, minden befektetőnek ad egy telket, ahova épületet emelhet. Az övezet rendelkezik az összes infrastruktúrával. A község legnagyobb foglalkoztatója a dárdai székhelyű Belje Élelmiszeripari és Mezőgazdasági Részvénytársaság, mely 2005 óta az Agrokor konszern tagja. A társaság létesítményei egész Baranyában megtalálhatóak. Több mint 20.000 hektár szántófölddel, számos gazdasággal és ipari üzemmel rendelkezik, több mint 2000 alkalmazottja van.

## Nevezetességei
- Az Esterházy-kastélyt[13] valószínűleg Esterházy Ferenc kezdte építtetni a 18. század végén, befejezőjeként a szakirodalom Esterházy Kázmért és az 1813-as évet is említi. A barokk-klasszicista kastély három épületszárnnyal rendelkezik, így U alaprajzú. A homlokzatok egyszerűek, kevés díszítéssel, az egyik udvari homlokzaton pedig klasszikus napóra található. Az udvar mélyén földszinti melléképületek és kiszolgáló épületek találhatók. Építészetileg a legérdekesebb az épületen átvezető oszlopsoros, keresztboltozatos kocsibejáró. A kastélyt az utcán keresztül egy tornácról lehetett megközelíteni egy háromrészes bejárati portálon keresztül, amelyet a főhomlokzat tengelyében helyeztek el. A 20. század folyamán a gyakori átalakítások miatt a kastély belseje nagyrészt elvesztette eredeti formáját, mert a század második felében az épületet irodáknak és lakásoknak használták. Miután 1992-ben megérkezett Baranyába az ENSZ békefenntartó egysége, a kastélyba költöztették. A katonák jelenléte jelentős károkat okozott a B-kategóriájú műemléknek. A körülötte levő parkot a 19. században alakították ki. Szinte minden fafaj megtalálható benne, mely honos Kelet-Horvátország területén, de néhány egzotikus faj is található, amelyek már több évszázad óta itt vannak.

- Keresztelő Szent János tiszteletére szentelt római katolikus temploma[14] 1715 és 1717 között épült uradalmi kápolnaként barokk stílusban. Építtetője akkori kegyura Veterani Gyula gróf volt. Tornyát 1793-ban Esterházy Kázmér építtette. Orgonáját 1889-ben építette Angster József pécsi mester. Egyhajós épület a homlokzat előtti harangtoronnyal. A templomot 1991 augusztusában a Dárdát elfoglaló szerbek megrongálták, majd 1992-ben lerombolták. A háború után 2004-ben építették újjá.

- A Szent Mihály tiszteletére szentelt ortodox templom[15] 1777-ben épült barokk stílusban. Egyhajós épület félköríves apszissal, a főhomlokzat feletti harangtoronnyal. A hajó dongaboltozatos, berendezése a 18. század végén, többségben pedig a 19. században készült klasszicista stílusban. Az ikonosztáz 18. századi, eklektikus stílusú. Kegytárgyai között két 18. századi evangélium is található. Az épületet 1925-ben nagyrészt megújították.

- A Đola-tó (magyarul Gyula) a helyiek kedvelt sétáló és találkozóhelye. Az Esterházy-kastély, a Szent János templom és a futballpálya közelében található. Területe 1,8 hektár, átlagos mélysége 4 méter. A tó alja homokos, a part részben kavicsos, részben nagy kövekkel borított vagy burkolt, részben homokos. A föld alatt a Drávával van összeköttetésben, mely az állandó vízellátását biztosítja. A mellette fekvő parkban lugasok, sétány, a gyermekek számára fürdőhely és játszótér van kialakítva. A sportlétesítmények között egy burkolt kézilabdapálya, kosárlabdapálya, asztalitenisz, strandröplabdapálya és egyéb létesítmények vannak. A tó a horgászok paradicsoma, ahol amur, ponty, süllő, csuka, sügér stb. található. A Đola folytatása a Kis-Đola, melynek hosszúsága 270, szélessége 25 méter, átlagos mélysége 2,5 méter. Alja homokos agyag, partja pedig füves.

- A Szulejmán szultán által 1566-ban építtetett, Eszéket Dárdával összekötő híd[16] maradványai helyenként még mindig megtalálhatók a település határában, ahol több, 10-40 cm átmérőjű, különböző hosszúságú faoszlopot fedeztek fel. Megállapították, hogy a víz alatti oszlopok körülbelül egy 20 m széles és 40 m hosszú területre koncentrálódtak. A tó alján lévő oszlopokon kívül deszkákat is felfedeztek, amelyek valószínűleg a híd járófelületének részét képezték.

## Kultúra
- A HKUD Darda horvát kulturális és művészeti egyesületet 2000. április 14-én alapították. Az alapítók ötven lelkes embert gyűjtöttek össze maguk körül. Az első elnök Ilonka Horvat volt. Ugyanebben az évben karácsony napján léptek fel először. A 2001/2002-es szezonban Dárda Önkormányzata és a polgárok szponzorálásával megvásárolták az első fellépőruhákat. 2001-ben Marija Kundih lett az elnök. Ma az egyesület három szekcióban működik. A felnőtt csoport 40 tagból áll, magában foglalva egy folklór, egy színjátszó és egy énekkari részt. Egész Horvátország területén fellépnek.

- A SKUD „Branko Radičević” Darda szerb kulturális és művészeti egyesület az egyik legrégebbi Horvátországban. Az egyesületet 1921-ben alapították, Radičević Énekes Társaság néven és csak később kezdek folklórcsoportként működni. Nevét az alapítása óta többször változtatta, hogy aztán eredeti nevét végül újra felvegye. Az együttes 120 tagú, és az SKD Prosvjeta keretein belül működik. Háromszor is elnyerték az első helyet az SKD Prosvjete Zagreb által szervezett Nemzeti Folklórfesztiválon, és mint ezeknek a fesztiváloknak a győztesei, háromszor vettek részt a Nemzeti Kisebbségi Folklórfesztiválon a Vatroslav Lisinski koncertteremben.

- A Magyar Kulturális és Művészeti Egyesületet 2004-ben alapították. Számos szekciójuk van: női folklór, ifjúsági és vegyes folklór, női kórus, színjátszó és gyermek szekciók. Az egyesületnek mintegy 40 aktív tagja van. Horvátországban és Magyarországon működnek.

- A Roma Kulturális és Művészeti Egyesületet 2002-ben alapították. Kezdeményezője és vezetője Jovica Radosavljević. Azóta évente tartanak koncerteket. Működésük csúcspontja 2004-ben a Vatroslav Lisinski koncertteremben a Nemzeti Kisebbségi Folklórfesztiválon való fellépésük volt. Felléptek már Szerbiában és Bosznia-Hercegovinában is. Ma mintegy 30 taggal rendelkeznek.

## Oktatás
Az iskolai oktatásról az első adat 1729-ből származik, amikor első ismert tanítója Wágner Mátyás volt, de akkor a tanulók száma még nagyon kevés volt. 1782-ben az oktatás német nyelven folyt. 1810-ben feljegyzik, hogy télen összesen 60, nyáron 42 tanuló látogatta az iskolát. Az első világháború után az oktatás a magyar helyett szerbhorvát nyelvű lett. 1929-ben az iskola nyolcosztályosra bővült. 1968-ban felépült az iskola új épülete 12 tanteremmel, műhellyel és 5 szakoktató teremmel. 1979-ben felépült a tornaterem. 1986-ban konyha létesült. A délszláv háború idején nem volt oktatás. A háború után az iskolát újjáépítették. A felújított iskola megnyitása 1999. december 18-án volt. A felújítási munkálatok csak 2002-ben fejeződtek be teljesen.
A dárdai óvoda története kapcsán elsőként azt a 3–7 éves gyermekeknek szánt gyermekőrzőt kell megemlíteni, amelyet az akkori Zvijezda és Sloboda mezőgazdasági szövetkezetek alapítottak 1947-ben. Az intézmény Dejan Atanacković tanár lakásában Dárda központjában volt elhelyezve. Ez azonban idővel kicsinek bizonyult és az óvoda egy része a kastélyba költözött. 1950-ben az óvoda a Dárda központjában álló önkormányzati épület közvetlen közelében található helyiségekbe költözött. Ettől az időtartamtól 1977-ig Zora Marijanović volt a vezetője. Ebben az időszakban a gyermekek száma 40-re nőtt. 1956-ban a nevét hivatalosan is óvodára változtatták, 1960-ban a gyermekek száma 70-re növekedett. A munkások kérésére 1971-ben Mecapusztán is óvodát nyitottak 20 gyermekkel. A következő években az óvodába járó gyermekek száma egyre csak növekedett: 1977-ben 170, 1989-ban már 228 gyermek járt az intézménybe. Az óvoda 1978-ban költözött a mai helyére.

## Sport
- Az NK Darda futballklubot RSK Darda néven 1920-ban alapították. Négy év elteltével nevét Baranja Sport Klubra változtatta. 1945-ben a dachau koncentrációs táborban meggyilkolt Mihajlo Petković-Mikica emlékére az NK Mikica nevet vette fel. 1952-ben visszakapta régi, Darda nevét. A klub 1956-ban jelentkezett a megyei bajnokságba. 1955-ben a Gyula-tó közelében új pályát kapott. 1982-ben feljutottak Szlavónia és Baranya regionális bajnokságába. A délszláv háború után újraalapították, majd 2003-ban feljutott a HNL 3. ligába.

- A ŽRK Darda női kézilabdaklub 1976-ban alakult. 1986-tól a következő 6 évben az egységes országos ligában játszottak egyre csökkenő sikerrel. A délszláv háború elején a klub szétesett, a játékosok pedig a volt Jugoszlávia különböző első ligás klubjaiba kerültek. A klub munkáját 1999-ben indították újra.

- A KK Darda kosárlabdaklubot 1980-ban alapították. A délszláv háború elején a klub működése szünetelt. 2004-ben újjáalakult és már az első évben első helyezést ért el a B1 keleti ligában és feljutott az A2 Ligába. 2006-ban a klub fő szponzoráról KK Vrijednosnice OS Darda névre változtatta a nevét. A 2008/2009-es szezonban a csapat megnyerte az A2 keleti csoportjának bajnoki címét, valamint a Szlavónia-Baranya kupát. Ezután selejtezővel beléptek az A1 Horvát Kosárlabda Ligába, ahol ma is játszanak.

- A Baranja lovasklubot 1965-ben alapították. Kizárólag ügetősporttal foglalkoztak és nagy sikereket értek el a volt Jugoszláviában. A klub a háború után 1999-ben folytatta a működését. 2003-ban csatlakozott a klubhoz Ljiljana Andraković, aki hosszú karrierje során díjugratóként sok sikert aratott. 2003-tól napjainkig a klub számos versenyt szervezett, melyek közül ma is létezik a Croatia kupa és az országos díjugrató bajnokság.

- Az ŠRD „Amur” sporthorgászklubot 1971-ben alapították. Ma mintegy száz-kétszáz közötti létszámmal működik.

## Egyesületek
- A Dárdai Önkéntes Tűzoltó Egyesületet 1890-ben alapították. Alapítója a német Michael Weigert volt. Alapításakor 30 aktív és körülbelül 100 támogató tagja volt. Ők voltak azok, akik a Szent Flórián-szobrot emelték a Keresztelő Szent János templom udvarán. 1928-ban tartották az egyesület zászlószentelését, ahol a zászlóanya Rosa Konrad (született: Weigert) volt. Ma 81 tagja van.

- Az LD Fazan Darda vadásztársaságot 1927-ben alapították és 1945 óta viseli a mai nevét. A vadászház építését 1986-ban fejezték be a fácánház megépítésével. A társaság 5000 hektáros vadászterülettel rendelkezik, emellett 30 hektáros termőföldet művelnek a vadeleség előállítására. A társaság elnöke Josip Lukaček.

- A Vöröskereszt helyi szervezetét 1956-ban alapították. A délszláv háború után 1999-ben folytatták tevékenységüket. Az önkéntes véradás mellett szociális programokat és a gépjárművezetőknek nyújtott elsősegély-tanfolyamokat is szerveznek.